# Košute
Košute är en ort i Kroatien.   Den ligger i länet Dalmatien, i den sydöstra delen av landet, 250 km söder om huvudstaden Zagreb. Košute ligger 341 meter över havet och antalet invånare är 1 761.
Terrängen runt Košute är kuperad söderut, men norrut är den platt. Runt Košute är det glesbefolkat, med 19 invånare per kvadratkilometer. Närmaste större samhälle är Sinj, 9,2 km nordväst om Košute. Omgivningarna runt Košute är en mosaik av jordbruksmark och naturlig växtlighet.